# Hirschhaid
Hirschhaid ist ein Gemeindeteil der Gemeinde Bischofsgrün im Landkreis Bayreuth (Oberfranken, Bayern). Hirschhaid liegt in der Gemarkung Bischofsgrün.

## Geografie
Die Einöde liegt in einer kleinen Rodungsinsel des Bischofsgrüner Forsts. Eine Gemeindeverbindungsstraße führt nach Glasermühle (0,7 km südöstlich) bzw.zur Staatsstraße 2464 (0,2 km nordwestlich).

## Geschichte
Der Ort wurde im Jahr 1692 als „Hirschheid“ erstmals schriftlich erwähnt. Hirschhaid gehörte zur Realgemeinde Bischofsgrün. Gegen Ende des 18. Jahrhunderts bestand Hirschhaid aus einem Anwesen. Die Hochgerichtsbarkeit stand dem bayreuthischen Stadtvogteiamt Berneck zu. Das Kastenamt Gefrees war Grundherr des Wohnhauses.
Von 1797 bis 1810 unterstand Hirschhaid dem Justiz- und Kammeramt Gefrees. Infolge des Ersten Gemeindeedikts wurde Hirschhaid dem 1812 gebildeten Steuerdistrikt Bischofsgrün und der Ruralgemeinde Bischofsgrün zugewiesen.

### Einwohnerentwicklung
| Jahr      | 001818 | 001819 | 001861 | 001871 | 001885 | 001900 | 001925 | 001950 | 001961 | 001970 | 001987 |
| Einwohner | *      | *      | *      | 13     | 7      | 15     | 10     | 7      | 12     | 11     | 9      |
| Häuser    | *      |        |        |        | 2      | 2      | 2      | 2      | 2      |        | 2      |
| Quelle    | [ 7 ]  | [ 10 ] | [ 11 ] | [ 12 ] | [ 13 ] | [ 14 ] | [ 15 ] | [ 16 ] | [ 17 ] | [ 18 ] | [ 1 ]  |

## Religion
Hirschhaid ist nach St. Matthäus (Bischofsgrün) gepfarrt und evangelisch-lutherisch geprägt.